# Haploptychius
Haploptychius is een geslacht van weekdieren uit de klasse van de Gastropoda (slakken).

## Soorten
- Haploptychius blaisei (Dautzenberg & H. Fischer, 1905)
- Haploptychius fischeri (Morlet, 1887)
- Haploptychius pellucens (L. Pfeiffer, 1863)
- Haploptychius porrectus (L. Pfeiffer, 1863)
- Haploptychius sinensis (Gould, 1859)